# Ламбертон (Северна Каролина)
Ламбертон (енгл. Lumberton) град је у америчкој савезној држави Северна Каролина.

## Демографија
По попису из 2010. године број становника је 21.542, што је 747 (3,6%) становника више него 2000. године.
| Група             | 2000.         | 2010.         |
| Белци             | 9.742 (46,8%) | 8.411 (39,0%) |
| Афроамериканци    | 7.369 (35,4%) | 8.005 (37,2%) |
| Азијати           | 190 (0,9%)    | 519 (2,4%)    |
| Хиспаноамериканци | 686 (3,3%)    | 1.451 (6,7%)  |
| Укупно            | 20.795        | 21.542        |